# Nicole Matthews
Lindsay Miller (Coquitlam, Columbia Británica; 15 de enero de 1987) es una luchadora profesional canadiense, conocida por su nombre artístico Nicole Matthews. Ha luchado con promociones como Shimmer Women Athletes y Elite Canadian Championship Wrestling, entre otras promociones independientes. Formó equipo regularmente con la también luchadora canadiense Portia Perez, ya retirada, como las NINJAs canadienses, y la pareja fue dos veces campeona del Tag Team de Shimmer.

## Carrera profesional

### SuperGirls
Su amigo, el luchador Sid Sylum, fue quien convenció a Matthews para que intentara una carrera en la lucha libre profesional. Debutó en el cuadrilátero en febrero de 2006 junto a su compañera Veronika Vice. En marzo y septiembre de 2006, Matthews comenzó a luchar para SuperGirls Wrestling, promoción participante de la NWA: Extreme Canadian Championship Wrestling. 
El 27 de octubre de 2007, derrotó a Nattie Neidhart y a Vice en un combate a tres bandas por el Campeonato de SuperGirls. Sin embargo, Vice derrotó a Matthews por el título el 21 de abril de 2007. Durante este tiempo, Matthews también formó una asociación con Sid Sylum, luchando con él en combates de equipos mixtos y actuando ocasionalmente como su valet. Matthews siguió luchando con Vice durante el resto del año. En marzo de 2008, Matthews recuperó el Campeonato SuperGirls en un combate contra Penni Lane, pero perdió el título ante Veronika Vice el 7 de febrero de 2009.
El 29 de octubre de 2010, Matthews derrotó a Tenille Tayla en un combate para ganar el Campeonato SuperGirls por tercera vez. Perdió el título casi un año después, el 28 de octubre de 2011, ante KC Spinelli. A principios de 2012, Matthews formó un nuevo stable conocido como The Riot en ECCW, junto a Ravenous Randy Myers, Alex Plexis y Andy "The Dreadful" Bird.

### Shimmer Women Athletes

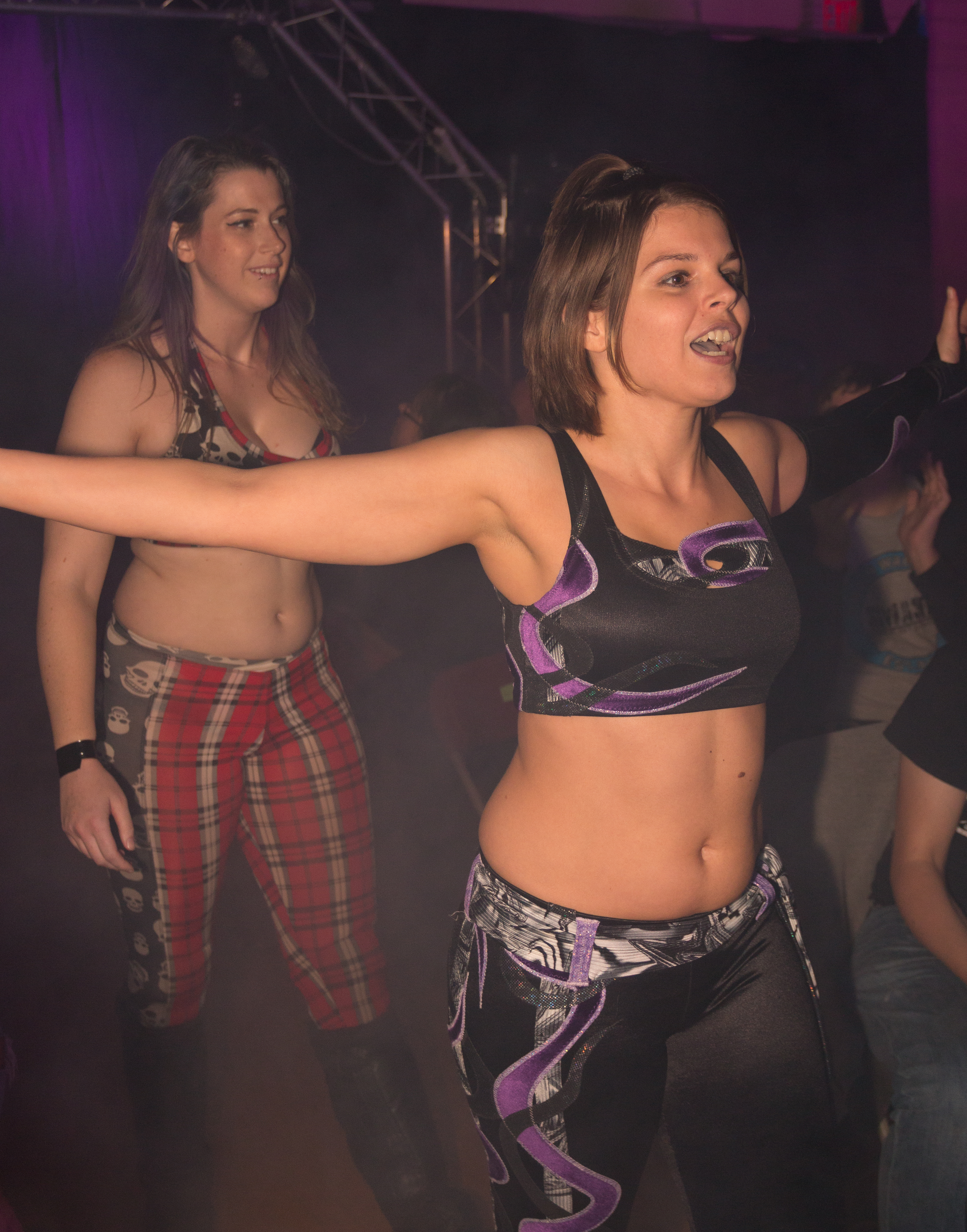
El equipo The Canadian Ninjas, formado por Portia Perez (enfrente) y Nicole Matthews, en 2015.

Matthews envió una cinta de demostración a Shimmer Women Athletes en diciembre de 2006, pero no fue contratada por la promoción. Sin embargo, en octubre de 2007, Matthews fue llamada para unirse a la empresa cuando Portia Perez necesitaba una compañera de equipo. Matthews formó equipo con Perez en los volúmenes 15 y 16 de Shimmer. Después de tres combates individuales con Shimmer, Matthews volvió a formar equipo con Perez como las NINJAs canadienses (National International Nation of Jalapeño Awesomeness). 
El 19 de octubre de 2008, en el Volumen 22, las NINJA desafiaron a Ashley Lane y Nevaeh por el Campeonato Tag Team de Shimmer, pero no lo consiguieron. En el Volumen 23, grabado el 2 de mayo de 2009, luchó contra Daizee Haze hasta un empate con límite de tiempo de 20 minutos, antes de perder contra ella en la revancha del Volumen 24. El 3 de mayo, en las grabaciones del Volumen 26, Matthews y Perez derrotaron a Ashley Lane y Nevaeh para ganar el Shimmer Tag Team Championship.
El 8 de noviembre, Matthews volvió como competidora individual al perder contra Cheerleader Melissa como parte del Volumen 27, pero ganando contra Allison Danger como parte del Volumen 28. Tras un reinado de 692 días, Matthews y Perez perdieron el Shimmer Tag Team Championship ante Hiroyo Matsumoto y Misaki Ohata el 26 de marzo de 2011.
El 2 de octubre de 2011, las Ninjas fracasaron en su intento de recuperar el campeonato, perdiendo ante Ayumi Kurihara y Ayako Hamada, pero más tarde, esa misma noche, Matthews atacó por la espalda a Cheerleader Melissa después de que esta ganara el Campeonato Shimmer a Madison Eagles. Como resultado, Matthews recibió un combate por el campeonato contra Melissa el 17 de marzo de 2012, en las grabaciones del Volumen 45, pero no tuvo éxito.
La noche siguiente, en las grabaciones del Volumen 48, The NINJAs participaron en un combate por equipos de eliminación a cuatro bandas, pero fueron el último equipo eliminado por Courtney Rush y Sara Del Rey, que ganaron el Campeonato Shimmer Tag Team. El 7 de julio, The NINJAs derrotaron a Rush y Del Rey en un evento de NCW Femmes Fatales (NCW FF) para ganar el Shimmer Tag Team Championship por segunda vez. Perdieron el título ante las Global Green Gangsters (Kellie Skater y Tomoka Nakagawa) el 14 de abril de 2013, en las grabaciones del Volumen 57.
Tras empatar con Madison Eagles en un combate de contendientes número uno en Volumen 67, ambas avanzaron a un combate de campeonato a cuatro bandas en Volume 68 en el que también participaron Cheerleader Melissa y Athena. El 18 de octubre, Matthews ganó el combate para convertirse en la nueva campeona de Shimmer, convirtiéndose en la primera canadiense en ostentar el título.
Defendió con éxito el campeonato contra Evie en las grabaciones del Volumen 69, y retuvo el campeonato por descalificación contra Tomoka Nakagawa en el Volumen 70 cuando Perez interfirió. El 10 de octubre de 2015, en el Volumen 77, Matthews perdió el Campeonato de Shimmer contra Madison Eagles en un combate sin descalificación.

### Otras promociones
A principios de 2009, Matthews participó en las grabaciones de la primera temporada de Wrestlicious, que comenzó a emitirse en marzo de 2010. En la promoción utiliza el nombre de Hope y forma el tag team The Naughty Girls con su compañera Faith, interpretada por Portia Perez. Debutó en el quinto episodio el 31 de marzo, formando equipo con Faith en un esfuerzo perdedor contra el equipo de Charlotte Flair y Paige Webb.
El 30 de mayo de 2010 se anunció que Matthews iba a debutar en NCW Femmes Fatales (NCW FF) como participante en el torneo para declarar a la primera campeona de NCW FF, sustituyendo a la lesionada Kacey Diamond en un combate contra Cheerleader Melissa. Sin embargo, Matthews no pudo conseguir la victoria en su debut, el 5 de junio, y Melissa avanzó hasta las semifinales. Continuó compitiendo para NCW FF, enfrentándose a luchadoras como Mercedes Martínez en la competición individual, mientras seguía formando equipo con Perez.

### Apariciones internacionales
Matthews ha luchado en Australia y Japón. En Australia se enfrentó a competidoras como Madison Eagles y Jessie McKay en la Pro Wrestling Women's Alliance. Realizó una gira por Japón con su compañera canadiense de las NINJAs, Portia Perez, y el dúo se enfrentó a rivales como Hiroyo Matsumoto y Saya.

### WWE (2018)
El 30 de julio de 2018, la WWE anunció que Matthews competiría en el torneo Mae Young Classic 2018. Derrotó a Isla Dawn en la primera ronda, pero fue eliminada por Tegan Nox en la segunda.
El 27 de septiembre de 2018, Matthews fue sorprendida usando una visa de viaje en lugar de una visa de trabajo para reservar espectáculos independientes y se le prohibió trabajar dentro de los Estados Unidos. Actualmente tiene prohibida la entrada al país durante cinco años.

## Vida personal
Matthews jugó al voleibol y nadó en el instituto. Asiste a la Universidad Simon Fraser, donde ha estudiado a tiempo parcial la especialidad de Kinesiología. Anteriormente fue profesora de natación y trabajó como socorrista, antes de convertirse en supervisora del programa acuático a tiempo completo.

## Campeonatos y logros
- Extreme Canadian Championship Wrestling/Elite Canadian Championship Wrestling
  - ECCW Championship (3 veces)[23]
  - ECCW Tag Team Championship (2 veces) – con Alex Plexis, Andy Bird y Randy Myers
  - SuperGirls Championship/ECCW Women's Championship (5 veces)[5][6]
  - Pacific Cup (2017)
- Pro Wrestling Illustrated
  - Posicionada en el nº 16 del top 50 de luchadoras femeninas en el PWI Female 50 en 2015 Y 2016[24][25]
- Pure Wrestling Association
  - PWA Elite Women's Championship (1 vez)[26]
- Shimmer Women Athletes
  - Shimmer Championship (1 vez)[14]
  - Shimmer Tag Team Championship (2 veces) – con Portia Perez[6][12]